# Kirche Altgarbsen
Die evangelisch-lutherische Dorfkirche Altgarbsen ist ein Kirchenbau in Altgarbsen, einem Stadtteil der Stadt Garbsen in Niedersachsen.

## Geschichte

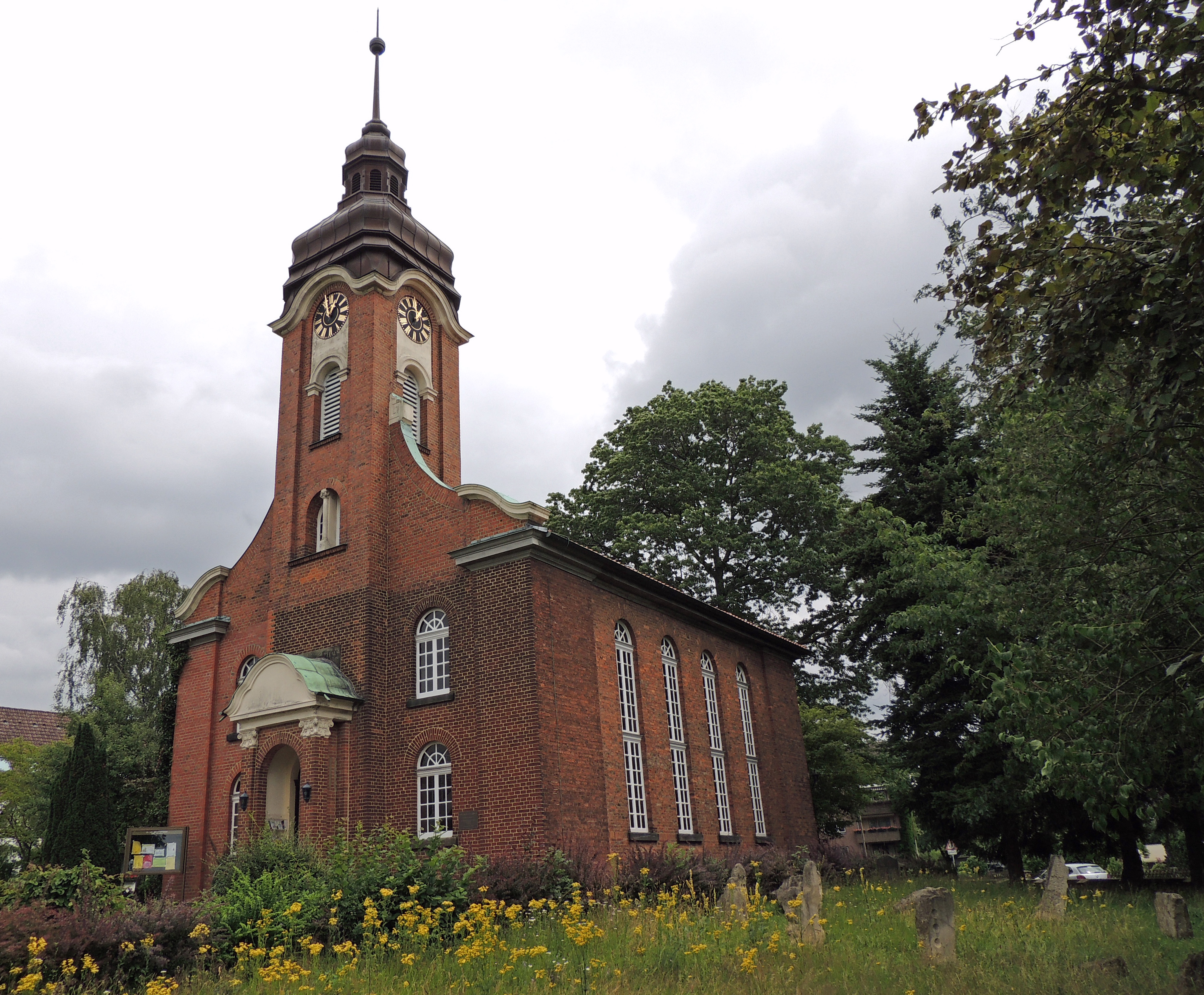
Dorfkirche Altgarbsen

Die Kirche aus roten Backstein liegt mitten im Ortskern von Alt-Garbsen. Das rechteckige Kirchenschiff mit den charakteristischen Rundbogenfenstern und einem Satteldach mit begeschrägten Giebelspitzen (Walmdach) wurde am 21. September 1845 in Gebrauch genommen. Gebaut wurde das Sakralgebäude vom Architekten Friedrich August Ludwig Hellner. Ursprünglich wollte der damalige Pastor Baldenius die alte Kapelle renovieren lassen, musste dann aber einsehen, dass ein Neubau notwendig wurde. Der Innenraum hatte damals 218 Sitzplätze, heute sind es 250 Sitzplätze. Die umlaufende Empore unterteilt das Kirchenschiff in zwei Teile. Sie wird von vier Säulen auf der Längs- und zwei auf der westlichen Breitseite getragen. Die Anordnung bewirkt eine Konzentration auf die Kanzel, die über dem Altar hängt. Die Decke war ursprünglich blau und mit goldenen Sternchen verziert, die Wände ahmten Marmorsteine nach. Die älteste Glocke der Kirche stammt aus dem Jahr 1703.

## Orgel
Die Orgel der Kirche wurde 1664 von M. Friedrich Behme aus Braunschweig ursprünglich für die Marktkirche Hannover gebaut. 1687 wurde sie an die Klosterkirche Marienwerder verkauft und kam 1705, per Schenkung, schließlich nach Garbsen. 1715 bekam die Orgel ihr heutiges Gehäuse.